# Hoeyang (ort i Nordkorea)
Hoeyang är en ort i Nordkorea.   Den ligger i provinsen Kangwŏn-do, i den södra delen av landet, 160 km öster om huvudstaden Pyongyang. Hoeyang ligger 354 meter över havet och antalet invånare är 21 111.
Terrängen runt Hoeyang är huvudsakligen kuperad, men den allra närmaste omgivningen är platt. Hoeyang ligger nere i en dal. Runt Hoeyang är det ganska tätbefolkat, med 166 invånare per kvadratkilometer. Det finns inga andra samhällen i närheten. Trakten runt Hoeyang består i huvudsak av gräsmarker.